# Władimir Leonow
Władimir Pietrowicz Leonow, ros. Владимир Петрович Леонов (ur. 25 kwietnia 1937 w Tule) – radziecki kolarz torowy, brązowy medalista olimpijski.

## Kariera
Największy sukces w karierze Władimir Leonow osiągnął w 1960 roku, kiedy wspólnie z Borisem Wasiljewem zdobył brązowy medal w wyścigu tandemów podczas igrzysk olimpijskich w Rzymie. W wyścigu o brązowy medal reprezentanci ZSRR pokonali ekipę Holandii. Był to jedyny medal wywalczony przez Leonowa na międzynarodowej imprezie tej rangi. Na rozgrywanych cztery lata wcześniej igrzyskach w Melbourne w parze z Rostisławem Wargaszkinem zajął dziewiąte miejsce w tej samej konkurencji. Nigdy nie zdobył medalu na torowych mistrzostwach świata.